# Brudasy, strzeżcie się!

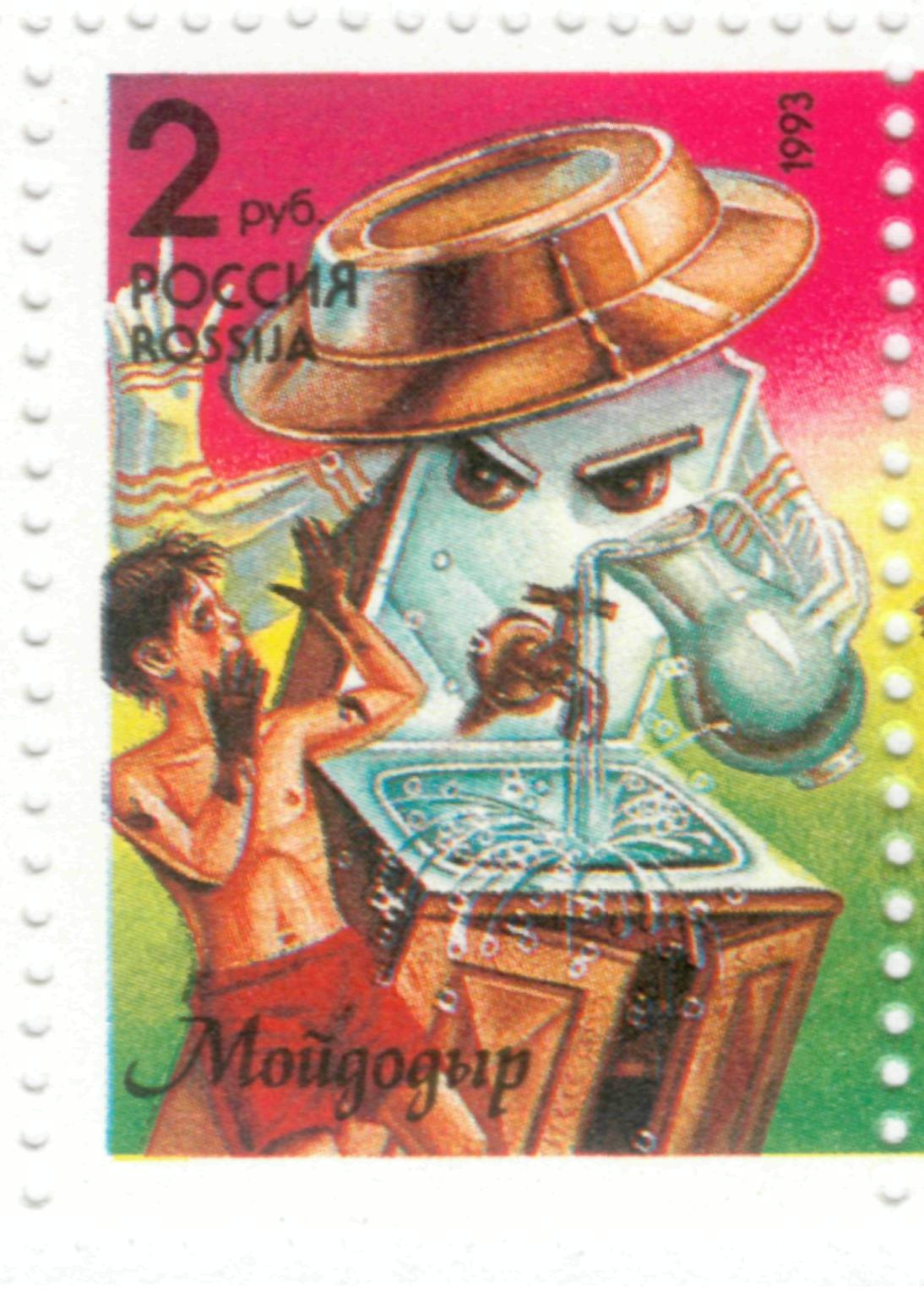
Mojdodyr na rosyjskim znaczku pocztowym z 1993 roku.

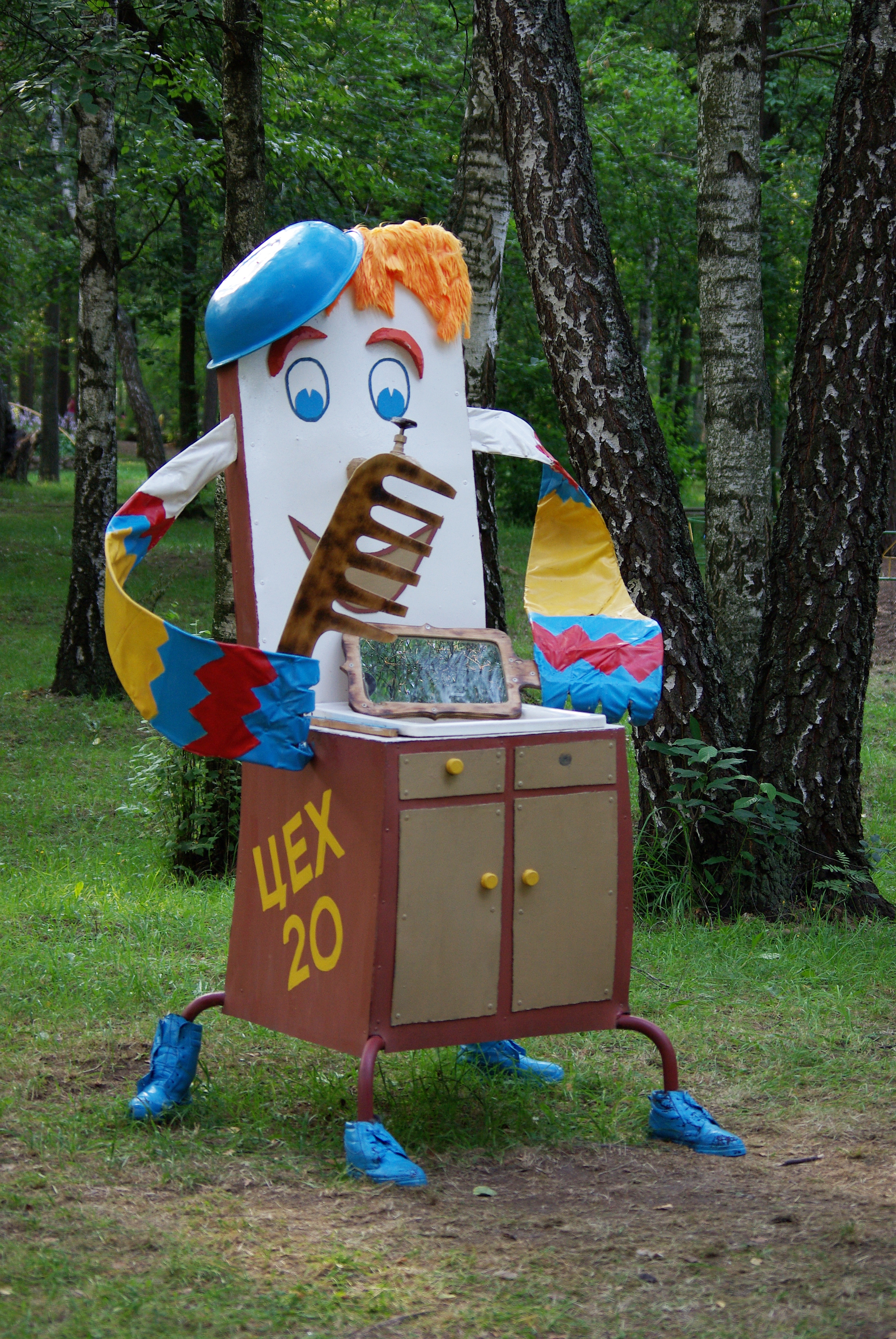
Mojdodyr w parku dla dzieci w Nowopołocku (Białoruś).

Brudasy, strzeżcie się! (ros. Мойдодыр,  Mojdodyr) – radziecki film animowany z 1954 roku w reżyserii Iwana Iwanow-Wano powstały na podstawie bajki Kornela Czukowskiego „Myjdodziur”.

## Fabuła
Wszystkie przedmioty znajdujące się w pokoju dziecięcym uciekają od swojego właściciela brudasa, który nie dba wcale o czystość i porządek. Chłopak nie ma zamiaru się wykąpać, dlatego też wybiega z domu na ulicę. Na drodze jednak spotyka surowego krokodyla czyściocha, który wraz ze swoim schludnym synkiem wybiera się na spacer. Skruszony brudas dostawszy nauczkę postanawia wrócić do domu i pozwala się w końcu umyć. Niebawem wszystkie rzeczy wracają na swoje miejsce, tym razem już do czystego ich właściciela.

## Animatorzy
Faina Jepifanowa, Władimir Krumin, Mstisław Kupracz, Władimir Popow, Konstantin Czikin, Władimir Arbiekow, Boris Butakow, Tatjana Fiodorowa

## Wersja polska
Seria: Bajki rosyjskie (odc. 16)
W wersji polskiej udział wzięli:
- Robert Gierlach
- Beata Jankowska
- Cynthia Kaszyńska
- Włodzimierz Press
- Krzysztof Strużycki

i inni
Realizacja:
- Reżyseria: Stanisław Pieniak
- Dialogi: Stanisława Dziedziczak
- Opracowanie muzyczne: Janusz Tylman, Eugeniusz Majchrzak
- Teksty piosenek i wierszy: Andrzej Brzeski
- Dźwięk: Robert Mościcki, Jan Jakub Milęcki
- Montaż: Jolanta Nowaczewska
- Kierownictwo produkcji: Krystyna Dynarowska
- Opracowanie: Telewizyjne Studia Dźwięku – Warszawa
- Lektor: Krzysztof Strużycki